# Struccalakúak
A struccalakúak (Struthioniformes) a madarak osztályának egy rendje.
Öt ma élő család tartozik a rendbe 12 ma élő és 2 kihalt fajjal. Kihalt további két családjuk is.

## Származásuk, elterjedésük
A struccalakúak ősi röpképtelen madarak leszármazottjai. Ez azt jelenti, hogy már közvetlen őseik sem voltak képesek repülni (csökevényes szárnyaikból ítélve távolabbi őseik viszont minden bizonnyal igen).
A kisebb szigeteken élt röpképtelen madarak (mint például dodó) ősei még röpülve érkeztek szigetükre, ahol a ragadozók hiánya miatt veszítették el röpképességüket. Ugyancsak nem tartoznak a struccalakúak közé a Dél-Amerikában élt gyilokmadarak (mint például Phororhacos, Gastornis és Andalgalornis nemek), illetve az Ausztráliában élt mennydörgő madarak (Dromornithidae). Ezek azért maradhattak fenn a késő negyedkorig, mert kontinensükön nem voltak specializált méhlepényes ragadozó emlősök. A gyilokmadarakat a Panama-földhíd kialakulása után Dél-Amerikába áttelepült észak-amerikai méhlepényes ragadozók irtották ki, a dromornitidákat pedig valószínűleg az Ausztráliába betelepülő emberek.
A röpképtelen óriásmadarak a dinoszauruszok kihalásával indultak gyors fejlődésnek a kainozoikum elején: ekkor a szárazföldeket már nem uralták a hüllők, de még az emlősök sem indultak robbanásszerű fejlődésnek, és a futómadarak minden kontinensen jelen voltak. Hanyatlásukat a nagy testű, méhlepényes ragadozók megjelenése és elterjedése okozta a negyedidőszakban (kvarter).
Mivel a struccalakúaknak már az őseik sem tudtak repülni, gyalogosan jutottak el mai és egykori élőhelyeikre – de még inkább a kontinensek vándoroltak alattuk. A mai, illetve a közelmúltban kihalt fajaik kialakulása szorosan összefüggött az egykori Nagy Déli Kontinens, a Gondwana feldarabolódásával, amit molekuláris biológiai bizonyítékok is megerősítenek.
Származásuknak megfelelően valamennyi, ma élő faj az egykori Gondwana maradványiként létrejött kontinenseken, illetve szigeteken honos.

## Megjelenésük, felépítésük
A repülés egyik alapfeltétele a tarajos szegycsont, amihez a mellizmok tapadnak. A gyalogló életmódra áttérés után az ide tartozó madarak (Ratitae) szegycsontja ellaposodott, ezért röpképtelenek. Többnyire nagytestű fajok, amelyek szárnyai is elcsökevényesedtek. Hátsó lábuk erőteljes, lábujjaik száma 2-3-ra redukálódott: a strucc két, a többi faj három lábujjon közlekedik, viszont kiváló futómadarakká váltak.

## Rendszertani besorolásuk

### Máig élő családok
A rend az alábbi ma élő, földrajzilag jobbára elkülönült családokat foglalja magában:
- struccfélék (Struthionidae) – Vigors, 1825 - 2 faj, Afrikában
- nandufélék (Rheidae) – Bonaparte, 1849 - 2 faj, Dél-Amerikában
- kivifélék (Apterygidae), – Gray, 1840 - 5 faj Új-Zélandon
- kazuárfélék (Casuariidae) – Kaup, 1847 - 3 faj, Észak-Ausztráliában, Új-Guineában, illetve a környező szigeteken
- emufélék (Dromadiidae) – Huxley, 1868 - 1 faj Ausztrália nagyobb részén

### Kihalt családok
- moafélék (Dinornithidae)
- elefántmadár-félék (Aepyornithidae)